# Corydalis integra
Corydalis integra là một loài thực vật có hoa trong họ Anh túc. Loài này được Barbey & Fors.-Major mô tả khoa học đầu tiên năm 1892.